# USS Lexington (CV-16)
USS Lexington (CV-16) bio je američki nosač zrakoplova u sastavu Američke ratne mornarice i jedan od nosača klase Essex. Izvorno je bio nazvan Cabot, ali je u čast potopljenog nosača USS Lexington (CV-2) preimenovan. Bio je peti brod u službi Američke ratne mornarice koji nosi ime Lexington. Služio je od 1943. do 1991. godine. Sudjelovao je u borbama u Drugom svjetskom ratu. Lexington je odlikovan s 11 borbenih zvijezda (eng. battle stars – odlikovanje za sudjelovanje u bitkama) za sudjelovanje u bitkama u Drugom svjetskom ratu.
Povučen je iz službe 1991. godine kao nosač klase Essex koji je bio najduže u službi od ijednog drugog broda svoje klase, a 2003. postavljen je kao muzejski brod.

### Zajednički poslužitelj
|  | Zajednički poslužitelj ima stranicu o temi USS Lexington (CV-16)    |
|  | Zajednički poslužitelj ima još gradiva o temi USS Lexington (CV-16) |